# Fairview (Wirginia)
Fairview – jednostka osadnicza w Stanach Zjednoczonych, w stanie Wirginia, w hrabstwie Mecklenburg.